# Палм Коуст (Флорида)
Палм Коуст (енгл. Palm Coast) град је у америчкој савезној држави Флорида. По попису становништва из 2010. у њему је живело 75.180 становника.

## Демографија
Према попису становништва из 2010. у граду је живело 75.180 становника, што је 42.448 (129,7%) становника више него 2000. године.
| Група             | 2000.          | 2010.          |
| Белци             | 26.217 (80,1%) | 54.762 (72,8%) |
| Афроамериканци    | 3.360 (10,3%)  | 9.585 (12,7%)  |
| Азијати           | 497 (1,5%)     | 1.902 (2,5%)   |
| Хиспаноамериканци | 2.196 (6,7%)   | 7.552 (10,0%)  |
| Укупно            | 32.732         | 75.180         |